# Equazione di Clairaut
In matematica, l'equazione di Clairaut è un'equazione differenziale non lineare del primo ordine. Prende il nome dal matematico Alexis Clairaut, che la studiò a fondo. È un caso particolare dell'equazione di d'Alembert-Lagrange.
Essa ha la forma:
{\displaystyle y=xy'+f(y')}
dove {\displaystyle f} è una funzione reale differenziabile nota.

## Metodo risolutivo
L'equazione di Clairaut è un'equazione non lineare: nel caso in esame, questo porta al fenomeno della determinazione in un certo senso non univoca della soluzione. Infatti l'equazione di Clairaut ammette un integrale generale (dal quale ricavare una soluzione particolare previa conoscenza delle condizioni iniziali) e un integrale singolare non riconducibile all'integrale generale. Ogni integrale particolare ha un punto (e uno soltanto) in comune con l'integrale singolare; quest'ultimo, in effetti, è l'inviluppo degli integrali particolari.
Differenziando l'equazione rispetto ad {\displaystyle x} si ottiene:
{\displaystyle y'=y'+xy''+y''f'(y')}
ossia:
{\displaystyle y''\left[x+f'(y')\right]=0}
Per la regola di annullamento del prodotto, o è zero il primo fattore, o è zero il secondo, quindi le soluzioni sono:
{\displaystyle y''=0}
oppure:
{\displaystyle x+f'(y')=0}
La prima equazione implica {\displaystyle y'=C} (con {\displaystyle C} costante reale); sostituendo nell'equazione, si ottiene la famiglia di rette:
{\displaystyle y=Cx+f(C)}
che è la soluzione generale dell'equazione. Questa famiglia di rette ammette inviluppo, l'inviluppo è un integrale singolare.
La seconda equazione {\displaystyle x+f'(y')=0} dà anch'essa una soluzione singolare, che si può porre nella forma parametrica (ponendo {\displaystyle y'=t}):
{\displaystyle {\begin{cases}x=-f'(t)\\y=-tf'(t)+f(t)\end{cases}}}

### Esempio
Sia dato:
{\displaystyle y=xy'+\log y'}
La soluzione generale è:
{\displaystyle y=Cx+\operatorname {log} |C|}
La soluzione particolare si ricava da:
{\displaystyle x+{\frac {1}{y'}}=0}
da cui si ottiene:
{\displaystyle dy=-{\frac {dx}{x}}}
ossia:
{\displaystyle y=-1-\operatorname {log} |x|}

## Equazione di Clairaut in due variabili
In due variabili, l'equazione di Clairaut assume la forma:
{\displaystyle u=xu_{x}+yu_{y}+f(u_{x},u_{y})}
Scrivendo l'equazione in forma vettoriale, con le ovvie modifiche si risolve come il caso in una variabile.